# Madre e figlio
Madre e figlio (Мать и сын, Mat' i syn) è un film del 1997 diretto da Aleksandr Sokurov. 
È la prima parte di una trilogia che il regista russo ha continuato con Padre e figlio (2003) e che intende concludere con Fratello e sorella, non ancora realizzato.

## Produzione

### Regia
Il film è caratterizzato dalla scarsissima quantità di dialoghi, che lascia spazio ai suoni e ai silenzi dell'ambiente; i tempi sono estremamente dilatati e le immagini sono spesso pesantemente manipolate e deformate attraverso l'uso di specchi, lenti e filtri. L'autore ha affermato di essersi ispirato alla pittura di Caspar David Friedrich, in particolare al dipinto Monaco in riva al mare.

## Accoglienza

### Critica
Il film ha ricevuto critiche discordanti.
Il critico Morando Morandini lo ha definito «Piccolo (?) capolavoro di fine secolo (...) forse irripetibile» e gli ha assegnato la votazione di qualità massima. Anche Paolo Mereghetti definisce il film un capolavoro, mentre Pino Farinotti, invece, lo considera mediocre; nella sua recensione afferma: «Cose conosciute. E ripetute».
La recensione di Ugo Casiraghi, apparsa su l'Unità, propone una interpretazione originale del lavoro, che a suo avviso rappresenterebbe "una sublimazione metaforica del desiderio incestuoso nel focolare piccolo borghese, secondo il più classico canone freudiano".
Pare che il cantautore australiano Nick Cave, invitato all'anteprima dal distributore del film in Inghilterra, si sia emozionato così tanto da piangere per tutta la durata della proiezione, ininterrottamente. A provocare le lacrime sono state la bellezza e la tristezza di cui è permeato il film. Il rapporto tra questa madre e il figlio ha caratteristiche sacre, religiose, intime. Su di loro aleggia lo spirito della Morte, di cui entrambi sono coscienti e che tentano d'ingannare.

## Riconoscimenti
- Festival Internazionale del Cinema di Mosca
  - Premio Andrej Tarkovskij
  - Premio dei critici russi
  - Premio speciale della giuria